# Cimetière national de Culpeper
Le cimetière national de Culpeper est un cimetière national des États-Unis situé dans la ville de Culpeper, dans le comté de Culpeper, en Virginie. Administré par le Département des Anciens combattants des États-Unis, il s'étend sur 12 hectares (29,6 acres), et contenait en 2014 plus de 11 000 inhumations.

## Histoire
Au cours de la guerre de Sécession, le territoire autour de la ville de Culpeper est un secteur stratégique disputé, situé presque exactement à mi-distance de Washington et de la capitale de la Confédération, Richmond. De nombreuses batailles ont lieu dans la région, dont la bataille de Cedar Mountain et la bataille de Chancellorsville. Les victimes de ces combats sont d'abord enterrées à proximité des champs de bataille, dans des tombes de fortune. Après la guerre, un programme de ré-inhumation est lancé, et en 1867, le cimetière national de Culpeper est créé pour regrouper les nombreuses sépultures improvisées de la région.
Le cimetière d'origine s'étend sur un terrain de 2,5 hectares (6 acres), acheté à Edward B. Hill de Culpeper pour 1400 $. La loge du gardien, de style second empire victorien, est construite en 1872 et est conçue par Montgomery C. Meigs. De nombreuses améliorations sont apportées au cimetière au cours des années 1930 dans le cadre du New Deal via le programme Make-work job (faire travailler) : remplacement de l'atelier d'origine des années 1870 au prix de 8 000 $ en 1934, relèvement et réalignement de 912 pierres tombales en mai 1934 par l'administration des travaux de génie civil, réalignement et réagencement de 402 pierres tombales en 1936 avec un projet de l'administration des projets de travaux.
Après avoir été exploité sans grandes améliorations depuis les années 1930, le cimetière est fermé à de nouvelles inhumations le 17 novembre 1972. Le 1er septembre 1973, l'administration du cimetière est transférée de l'armée des États-Unis au système des cimetières nationaux du Département des Anciens combattants des États-Unis créé par la loi des cimetières nationaux de 1973. En 1975, un terrain d'un peu plus de 4 hectares (10,5 acres) est acheté par les anciens combattants des guerres étrangères, et, en 2001, une autre parcelle de 5 hectares (12,3 acres) est achetée pour permettre de futures inhumations. Le cimetière est rouvert aux inhumations le 16 janvier 1978.
Le cimetière national de Culpeper est inscrit au Registre national des lieux historiques en 1996. Il est inclus dans le district historique de la South East Street.

## Monuments notables
- Les états du Maine, du Massachusetts, de New York, de l'Ohio, de Pennsylvanie ont érigé des monuments dédiés aux citoyens de ces États qui ont perdu la vie lors de la bataille de Cedar Mountain.
  - Le monument du Maine est une construction de granit dédiée aux 22 officiers et soldats de la 10th Maine Volunteer Infantry, morts à Cedar Mountain[2].
  - Le monument du Massachusetts est érigé par les membres du 2nd Massachusetts Infantry en 1893.
  - Le monument New York  est érigé en 1902 en l'honneur les membres du 28th New York Volunteer Infantry, de la première brigade de la première division du XIIe corps de l'armée du Potomac morts à Cedar Mountain.
  - Le monument de l'Ohio est une construction de granit et de bronze et est érigé par l'association régimentaire du 7th Ohio Infantry.
  - Le monument de Pennsylvanie est érigé en 1910.
- Le monument des forces armées est érigé novembre 1992 et est parrainé par l'« American Legion Post 330 » et le « Veterans of Foreign Wars Post 2524 ». Le monument est officiellement consacré le 28 mai 2001.
- Un mémorial à l'ensemble des sépultures inconnues de la guerre de Sécession est érigé en 1988 par les vétérans des guerres étrangères.
- Le monument du cimetière militaire national, de 2m30 de haut, est construit à partir d'une fonte de tube d'artillerie côtière.

## Galerie de photos

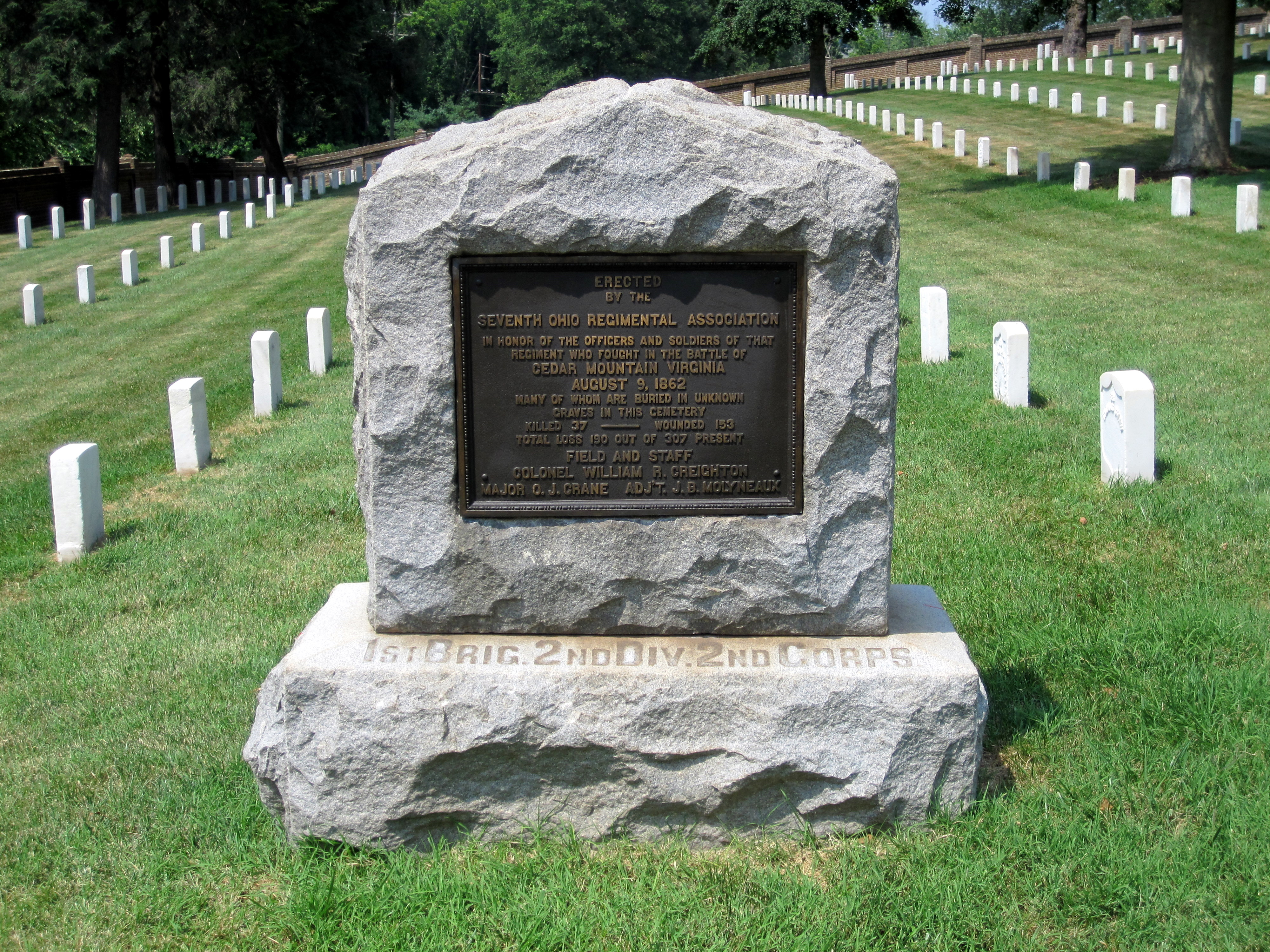
Monument de l'association régimentaire du 7th Ohio
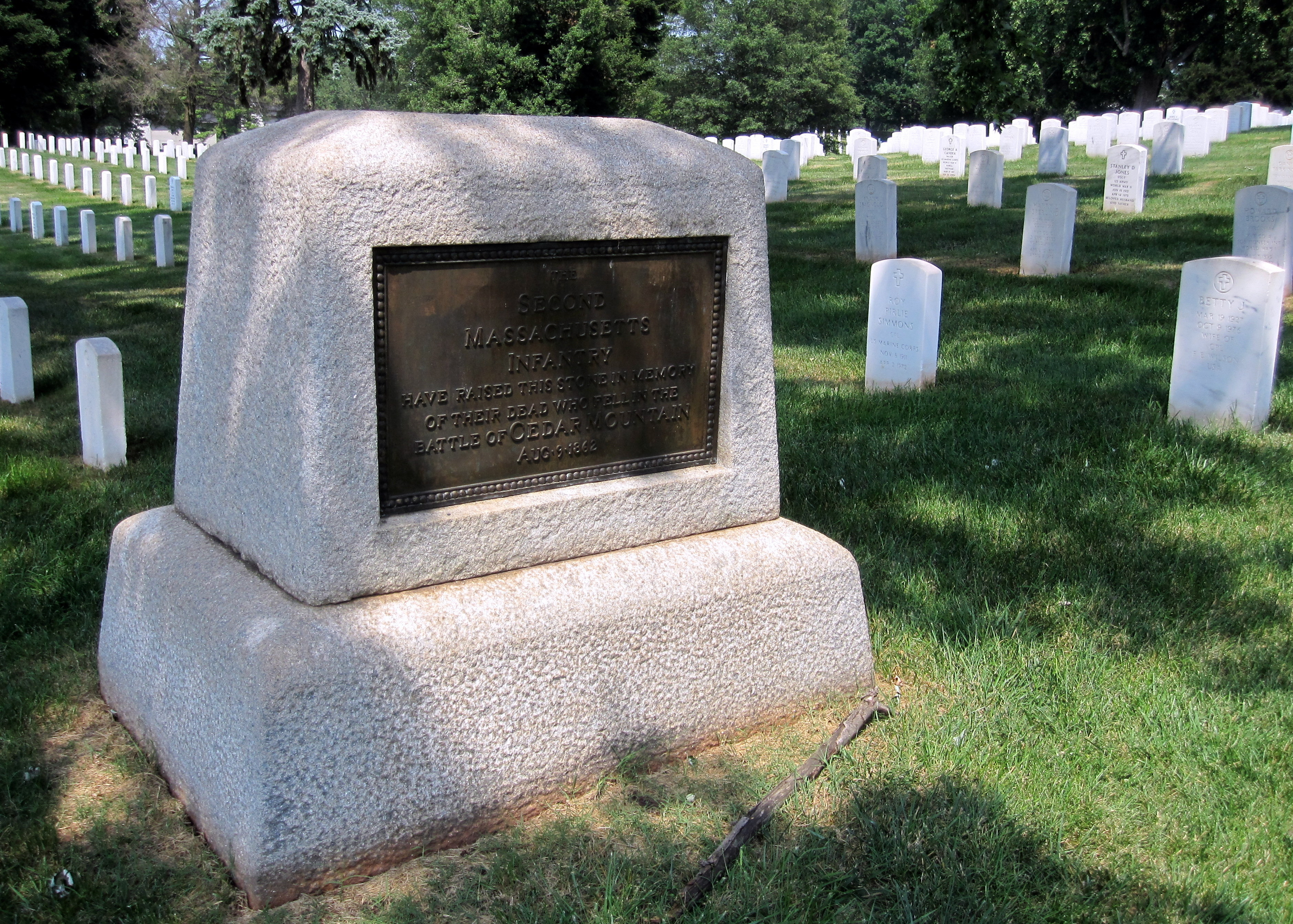
Monument érigé par le 2nd Massachusetts  Infantry
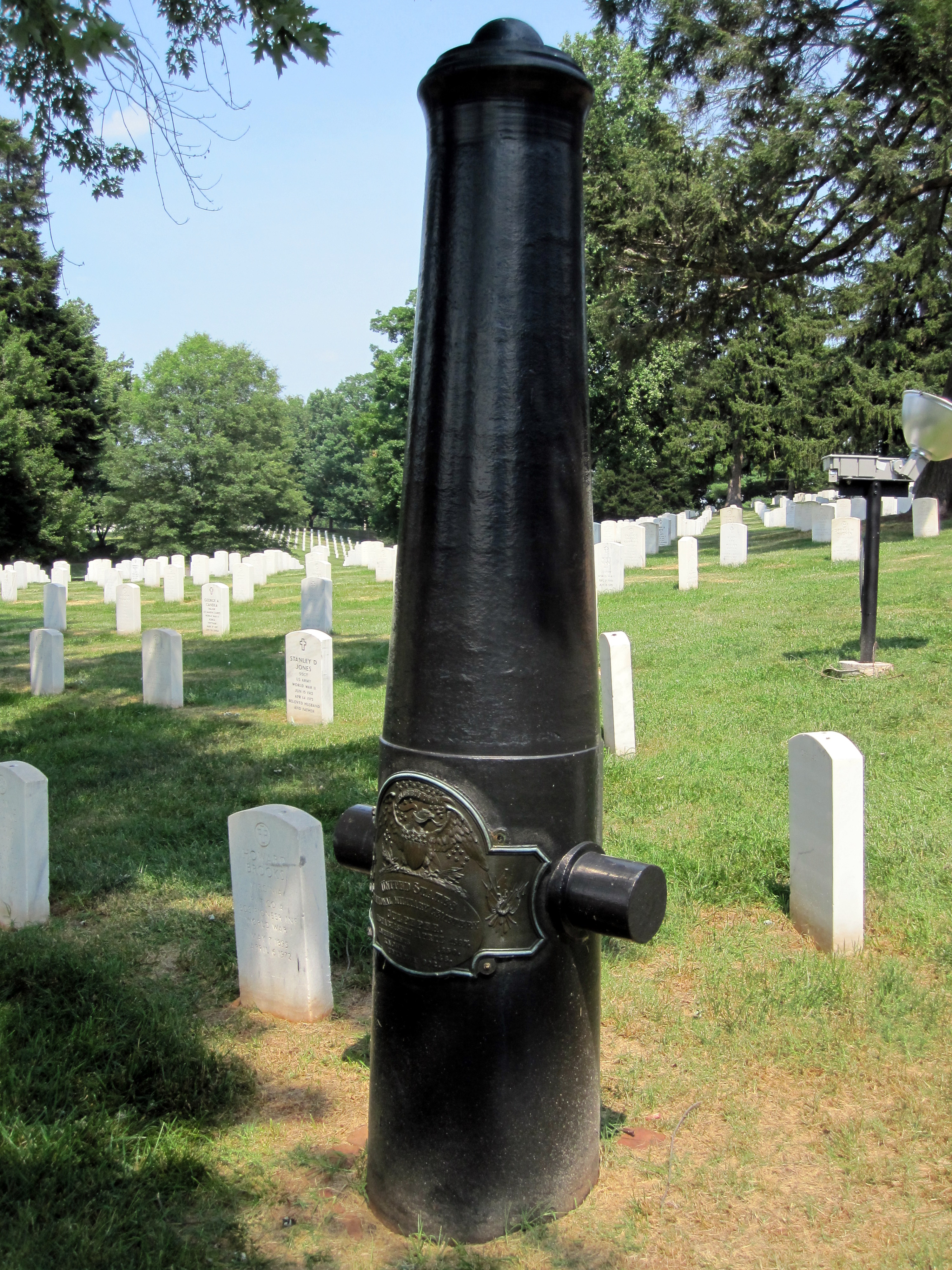
Monument du cimetière militaire national
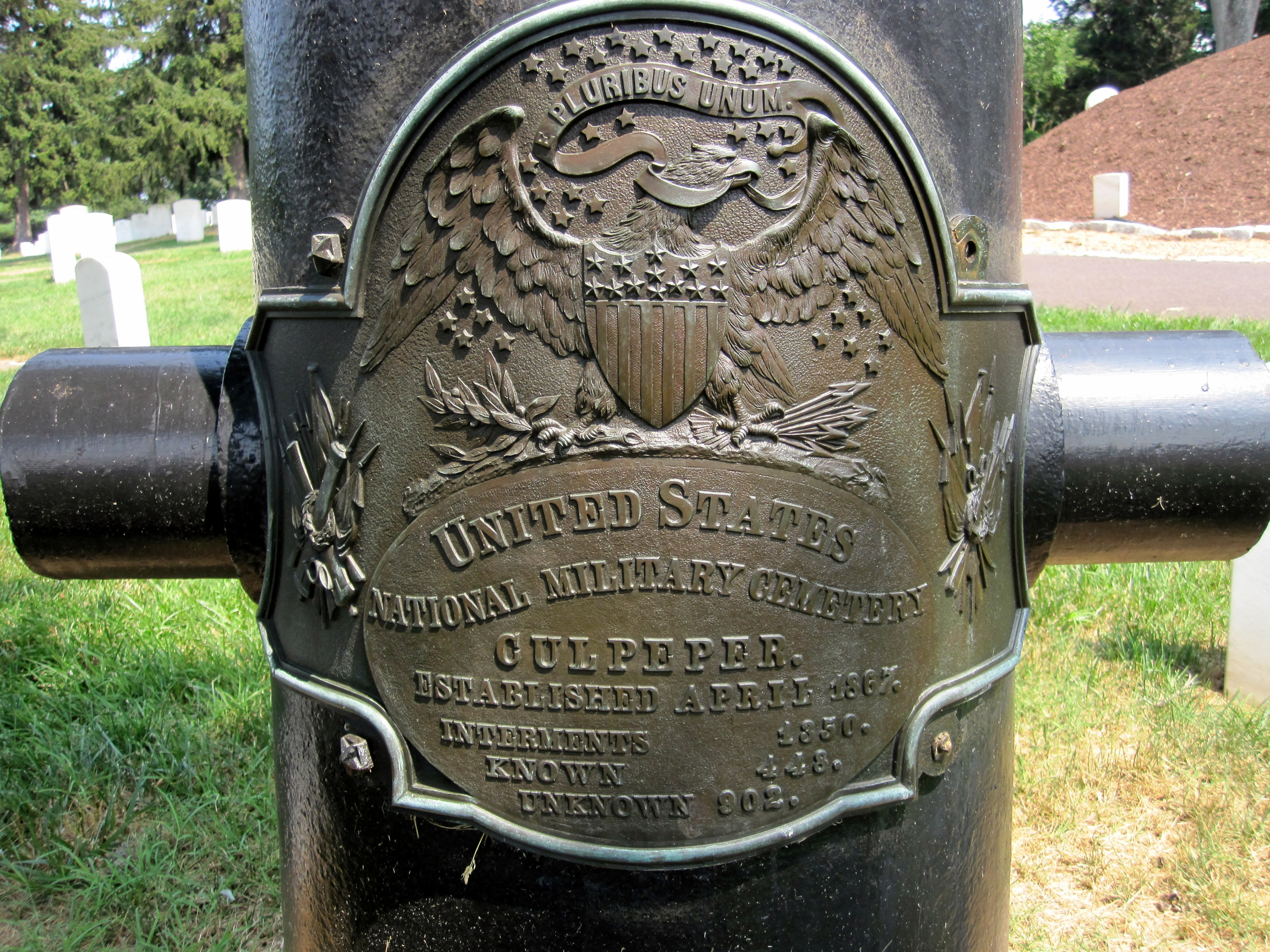
Gros plan de la plaque du monument du cimetière militaire national
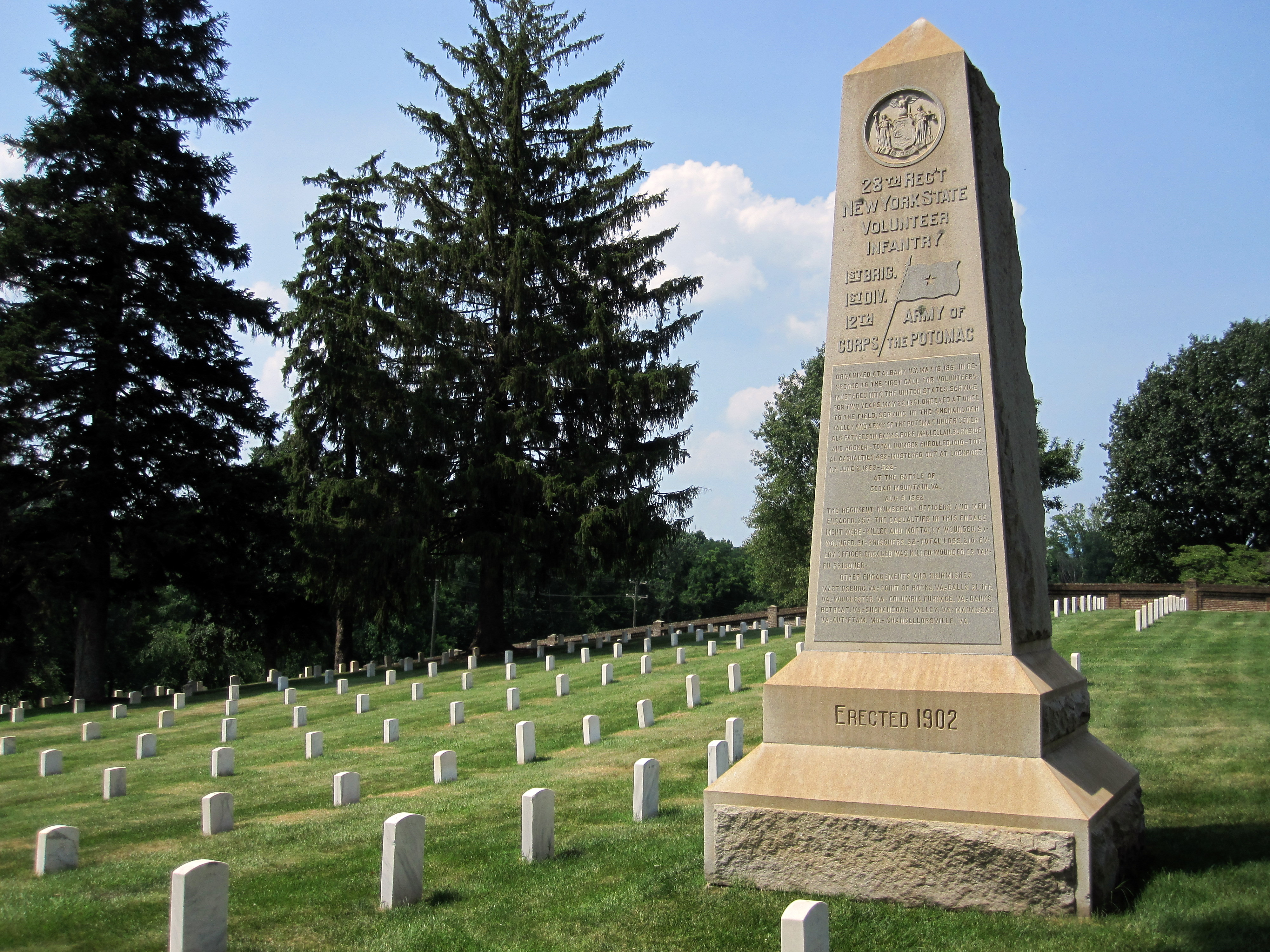
Monument du 28th New York Volunteer Infantry
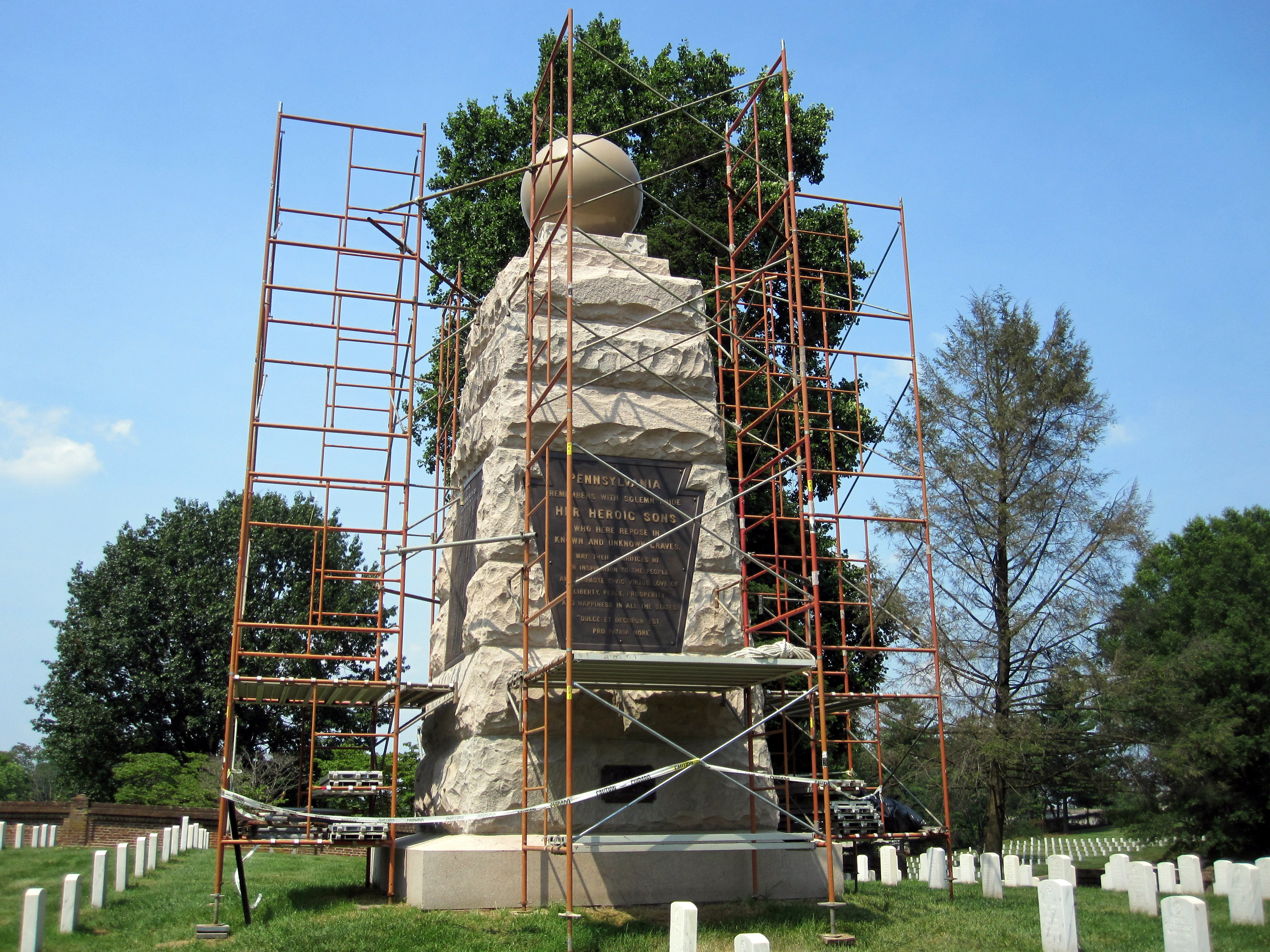
Monument de la Pennsylvanie en cours de restauration en 2010
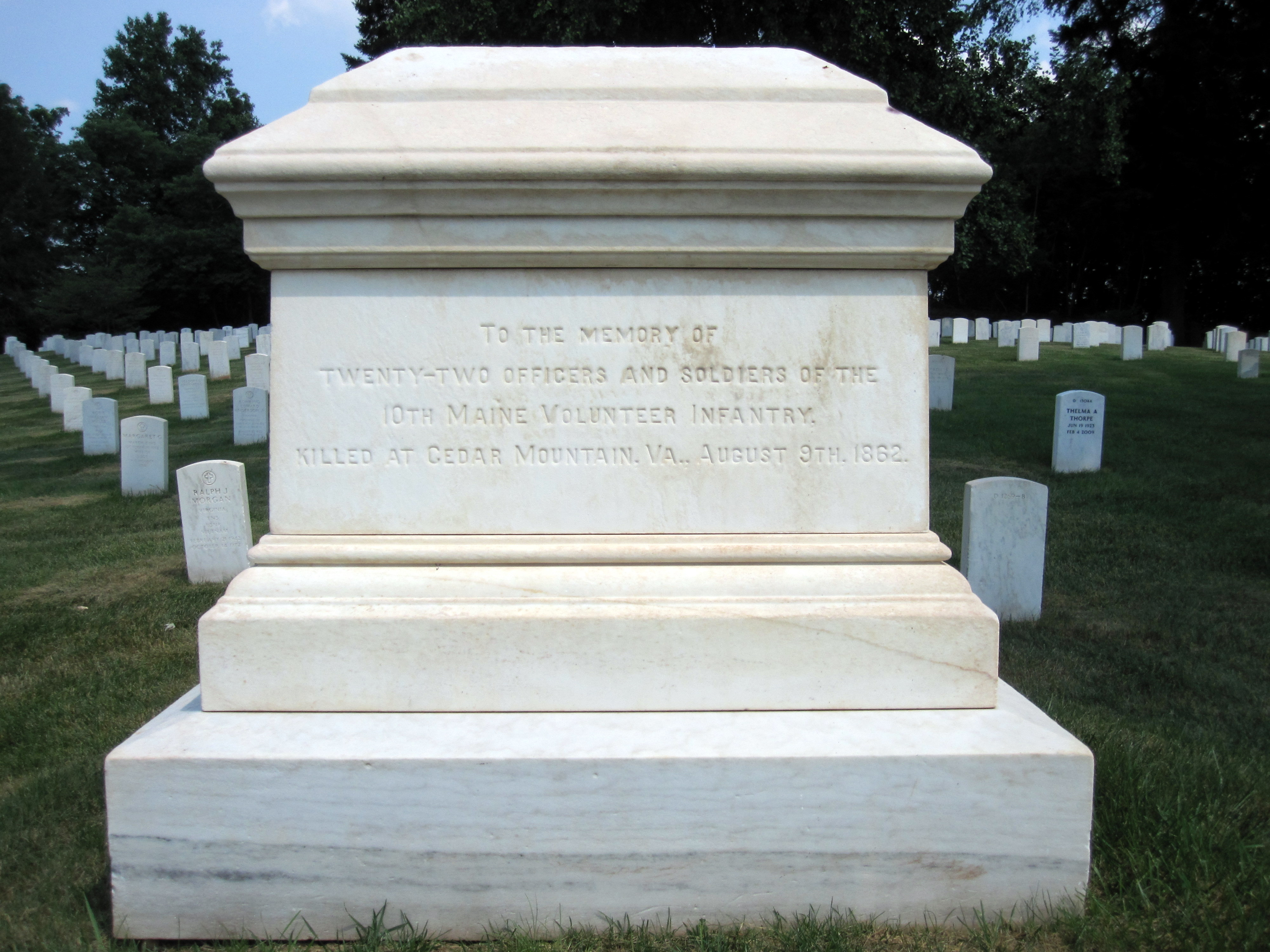
Monument du 10th Maine Volunteer Infantry
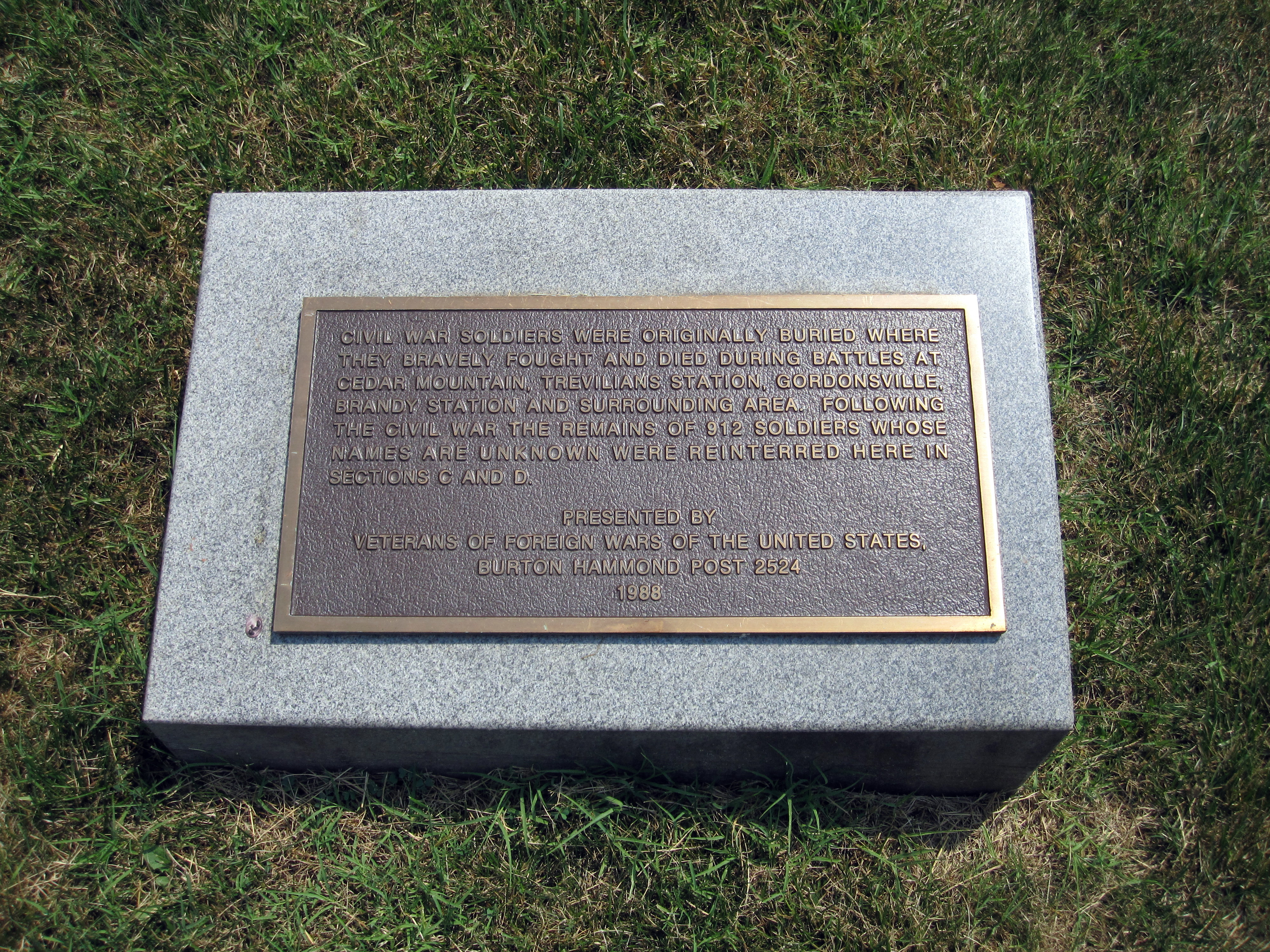
Plaque commémorant les ré-inhumations inconnues de la guerre de Sécession dans les sections C et D, installée en 1988